# Walker, Minnesota
Walker är ett samhälle i Cass County i delstaten Minnesota i USA. Vid 2010 års folkräkning hade samhället 941 invånare. Staden är Cass Countys säte. Motorvägarna 34, 200 och 371 är tre viktiga vägar genom staden. Området var bebott av indianer i tusentals år innan européerna kom, bland annat för pälshandel. Numera är turism en mycket viktig näring för staden.
Walker ligger vid sydvästra delen av Leech Lake, som är Minnesotas tredje största sjö. Bland närliggande städer kan Hackensack, Akeley, Whipholt, Laporte, Bemidji och Onigum nämnas.

## Historia

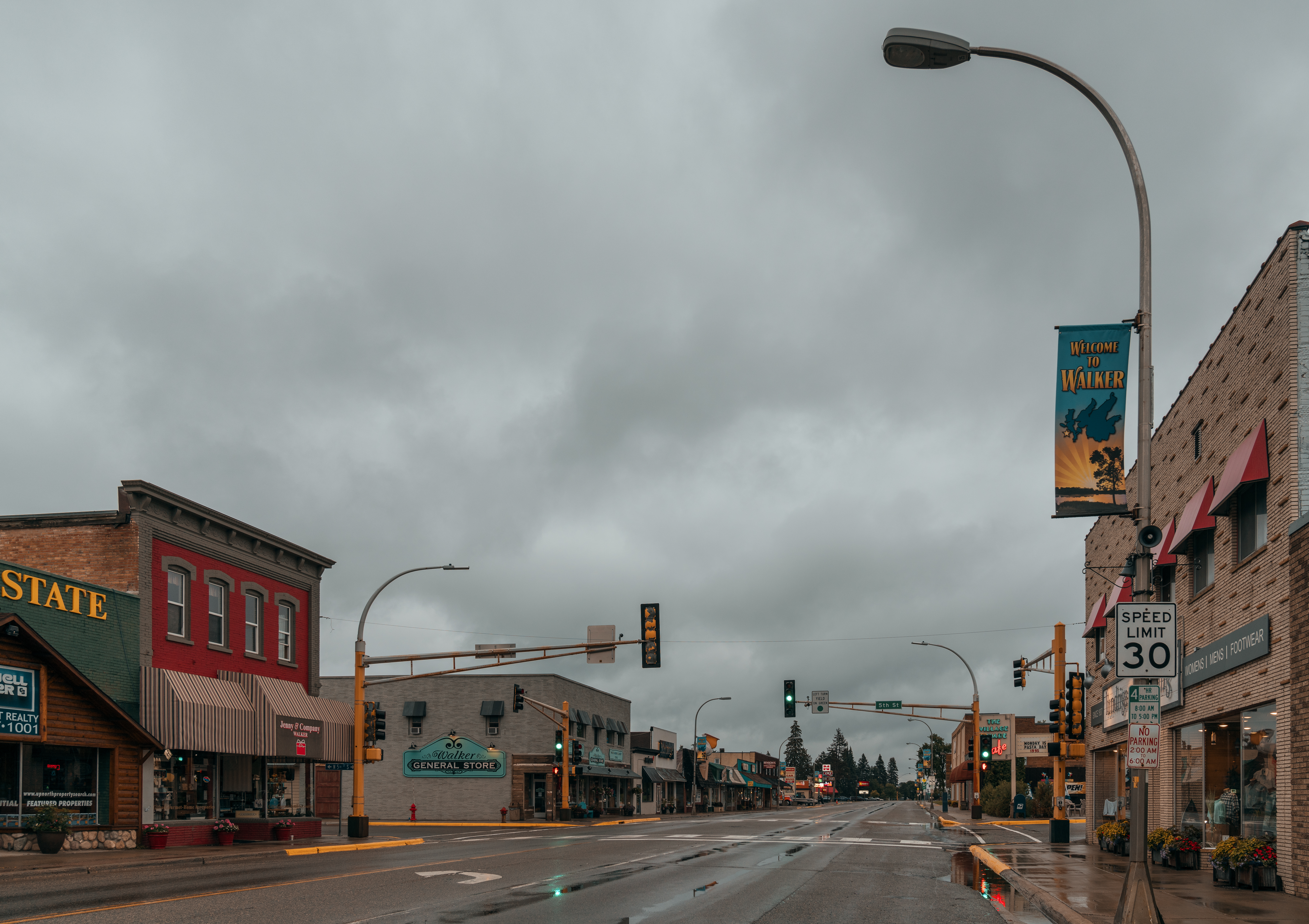
Walkers centrum.

Området beboddes i tusentals år av indianer. Innan de europeiska bosättningarna flyttade Ojibwe till området från de stora sjöarna och förpassade därmed de historiska Dakotafolken, som Assiniboine och Hidatsa. Europeiska amerikanska bosättare följde de tidiga pälshandlarna, och inkräktade på de indianska territorierna.
Efter att järnvägen byggts till området grundade Patrick McGarry Walker 1896. Han namngav bosättningen efter timmerjätten Thomas B. Walker, i hopp om att locka ett sågverk till staden. Thomas B. Walker valde istället att bygga det i närliggande Akeley, på grund av sin frus moraliska invändningar mot barerna och bordellerna i Walker. Walker utvecklades med handel, arbeten och tjänster från fyra andra timmerföretag. 
Sedan dess har turismen blivit en viktig näring. Under 1900-talet kom folk from stadsområden till mer lantliga områden för rekreation, vilket Walker passade som med den närliggande sjön Leech Lake, fiske, jakt och vattensport. Staden nådde sin befolkningskulmen 1950.

### Ah-Gwa-Ching
År 1907 startades strax utanför samhället institutionen Ah-Gwa-Ching, som från början var avsedd för behandling av tuberkulos, vilken då bara kunde behandlas med näringsrik mat och vila. År 1927 hade institutionen 300 patienter, med egen bondgård och djur för mjölkprodukter. Patienterna och personalen spelade teater och gjorde en tidning, under en tid fanns till och med en järnvägsstation. Under den stora depressionen visades konst från konstnärer betalda av Works Progress Administration, institutionen har därför delstatens största samling av sådan konst. År 1962 gjordes institutionen om till ett sjukhem för psykiatriska patienter. Byggnaden är listad i National Register of Historic Places.